# Путятино (Амурская область)
Путя́тино — село в Мазановском районе Амурской области, Россия. Административный центр Путятинского сельсовета.

## География
Село Путятино стоит на левом берегу реки Селемджа.
Через село Путятино проходит автодорога областного значения, соединяющая город Свободный и посёлок Серышево с Селемджинским районом.
Село Путятино расположено к северо-востоку от районного центра Мазановского района села Новокиевский Увал, расстояние (через Пионерский) — 16 км.

## Население
| 2002 | 2010 | 2012 | 2013 | 2014 | 2015 | 2016 |
| ---- | ---- | ---- | ---- | ---- | ---- | ---- |
| 333  | ↘309 | →309 | ↘305 | ↘296 | ↘289 | ↘286 |
| 2017 | 2018 |      |      |      |      |      |
| ↘268 | ↘265 |      |      |      |      |      |

## Улицы
| - ул. Джалова, - ул. Комсомольская, - ул. Лесная, | - ул. Озёрная, - ул. Новая, - ул. Партизанская, | - ул. Полевая, - ул. Солнечная, - ул. Трудовая. |